# Tom McEwen
Tom McEwen (Londen, 10 mei 1991) is een Brits ruiter gespecialiseerd in eventing. 
Tijdens de Wereldruiterspelen 2018 won McEwen de gouden medaille in de landenwedstrijd. 
McEwen won tijdens de Olympische Zomerspelen 2020 de gouden medaille in de landenwedstrijd, individueel won hij de zilveren medaille achter de Duitse Julia Krajewski. Vanwege zijn olympische titel werd McEwen net als zijn ploeggenoten bij de Nieuwjaars lintjesregen onderscheiden als lid in de Orde van het Britse Rijk. 

## Resultaten
- Wereldruiterspelen 2018 in Tryon 12e individueel eventing met Toledo De Kerser
- Wereldruiterspelen 2018 in Tryon  landenwedstrijd eventing met Toledo De Kerser
- Olympische Zomerspelen 2020 in Tokio  individueel eventing met Toledo De Kerser
- Olympische Zomerspelen 2020 in Tokio  landenwedstrijd eventing met Toledo De Kerser
- Wereldkampioenschappen 2022 in Rocca di Papa 12e individueel eventing met Toledo De Kerser
- Wereldkampioenschappen 2022 in Rocca di Papa 4e landenwedstrijd eventing met Toledo De Kerser

1912: Nordlander, Adlercreutz, Casparsson,  Horn af Åminne ·
1920: Mörner, Lundström, von Braun,  Dyrsch ·
1924: Van der Voort van Zijp, Pahud de Mortanges, De Kruijff,  Colenbrander ·
1928: Pahud de Mortanges, De Kruijff, Van der Voort van Zijp ·
1932: Thomson, Chamberlin, Argo ·
1936: Stubbendorf, Lippert, von Wangenheim ·
1948: Henry, Anderson, Thomson ·
1952: von Blixen-Finecke, Stahre, Frölén ·
1956: Weldon, Rook, Hill ·
1960: Morgan, Lavis, Roycroft ·
1964: Checcoli, Angioni, Ravano ·
1968: Allhusen, Meade, Jones ·
1972: Meade, Gordon-Watson, Parker, Phillips ·
1976: Coffin, Plumb, Davidson, Tauskey ·
1980: Blinov, Salnikov, Volkov, Rogosjin ·
1984: Plumb, Stives, Fleischmann, Davidson ·
1988: Erhorn, Baumann, Kaspareit, Ehrenbrink ·
1992: Green, Rolton, Hoy, Ryan ·
1996: Schaeffer, Rolton, Hoy, Dutton ·
2000: Dutton, Hoy, Tinney, Ryan ·
2004: Boiteau, Lyard, Courrèges, Teulère, Touzaint ·
2008: Thomsen, Ostholt, Dibowski, Klimke, Romeike ·
2012: Auffarth, Jung, Klimke, Schrade, Thomsen ·
2016: Laghouag, Lemoine, Nicolas, Vallette ·
2020: Collett, McEwen, Townend ·
2024: Canter, Collett, McEwen